# Maria Lenk
Maria Emma Hulga Lenk Zigler (São Paulo, 15 de janeiro de 1915 – Rio de Janeiro, 16 de abril de 2007) foi a principal nadadora brasileira, tendo sido a única mulher do país a ser introduzida no Swimming Hall of Fame, localizado em Fort Lauderdale, no estado da Flórida.
Maria Lenk foi a primeira nadadora brasileira a estabelecer um recorde mundial e deu ao Clube de Regatas do Flamengo diversos títulos expressivos. É considerada pioneira da natação moderna, já que foi a primeira mulher a usar em competições o nado borboleta, sendo responsável pela introdução deste tipo de nado, quando o nadou nos Jogos Olímpicos de Verão de 1936 em Berlim, em uma prova de peito.

## Biografia

Maria Lenk no Arquivo Nacional.

Nascida na cidade de São Paulo, nadava desde os primeiros anos da introdução das competições no Brasil, participando das provas ainda em mar aberto.
Tudo começa com uma pneumonia dupla. Depois do susto, os pais acharam que a natação faria bem à saúde da filha de dez anos. Na ausência de piscinas, a paulistana Maria Lenk teve de dar suas primeiras braçadas no Rio Tietê. Nas décadas de 1920 e 1930, o rio, que corta a cidade de São Paulo, não era poluído e era possível banho recreativo e a prática de esportes.
Entre os anos de 1932 a 1935, venceu quatro vezes seguidas a tradicional Travessia de São Paulo a Nado.
Aos dezessete anos já era uma atleta de nível internacional. Foi a primeira mulher sul-americana a competir em Jogos Olímpicos de Verão ao integrar a delegação brasileira nos Jogos Olímpicos de Verão de 1932, realizados em Los Angeles, nos Estados Unidos.
Maria, junto com outros 68 atletas da equipe brasileira, custearam a viagem para competir nas Olimpíadas de Los Angeles, vendendo o café que levaram no porão do navio. "O que valia era o conceito do amadorismo. Eu competi com um uniforme emprestado, que tive de devolver quando as provas acabaram", lembra. Na competição em solo estadunidense defendeu o Brasil em três provas. Nos 100 metros livres, foi até a quarta bateria, não chegando a semifinal. Na prova de 100 metros costas, foi desqualificada na segunda bateria. Nos 200 metros costas, foi até a terceira bateria, mas, não conquistou a vaga para a rodada final.
Nos Jogos Olímpicos de Verão de 1936 realizado em Berlim, na Alemanha, defendeu novamente o selecionado brasileiro. Foi a responsável pela introdução do nado borboleta, quando o nadou nos Jogos Olímpicos de Verão de 1936 em Berlim, em uma prova de peito.
O recorde dos 400 metros nado peito, que atualmente não existe mais, foi de 6min15s80, foi registrado no dia 11 de outubro daquele ano, na piscina do Clube de Regatas Guanabara. No mês seguinte, Lenk nadou 2min56s90 na prova de 200 peito, também na piscina do Guanabara.
Os planos para as Olimpíadas de 1940 tiveram de ser interrompidos por ocasião da Segunda Guerra Mundial, gerando uma grande decepção.

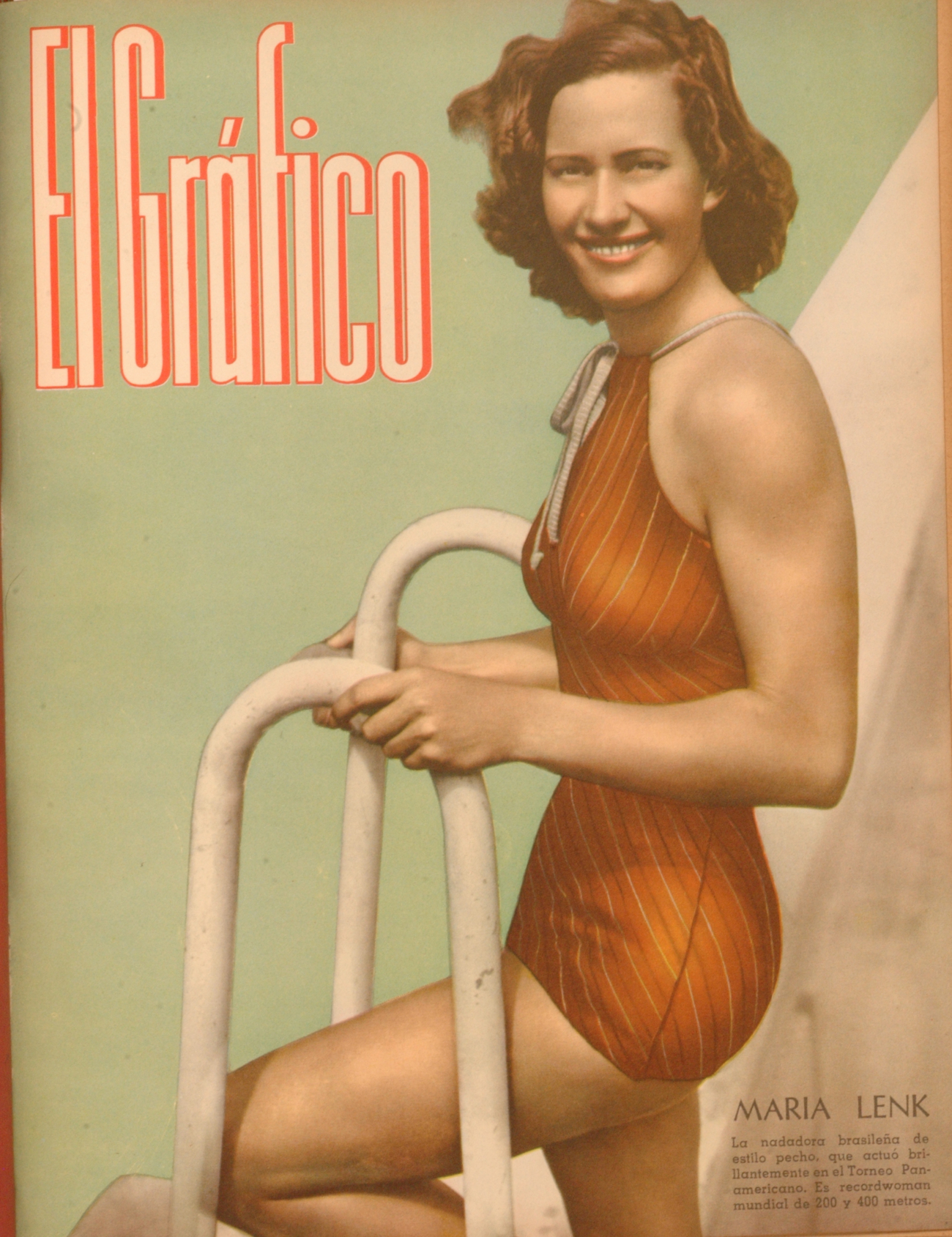
Maria Lenk na capa da revista argentina El Gráfico de 9 de fevereiro de 1940.

Ela era a grande favorita a ganhar a primeira medalha de ouro olímpica de mulheres brasileiras em esportes individuais. Tal feito só foi realizado 68 anos depois, pela saltadora Maurren Maggi, nos Jogos Olímpicos de Pequim.
No início da década de 1940, foi a única mulher da delegação de nadadores sul-americanos que excursionou pelos Estados Unidos; Maria Lenk quebrou doze recordes norte-americanos e aproveitou sua estadia para concluir o curso de educação física na Universidade de Illinois em Springfield.
Em 1942 ajudou a fundar a Escola Nacional de Educação Física da Universidade do Brasil, atual Universidade Federal do Rio de Janeiro (UFRJ), onde foi professora da universidade por mais de quatro décadas. Era também membro vitalício da Sociedade Americana de Técnicos de Natação.
Ainda hoje detém diversos recordes mundiais de masters, entrando para o Hall da Fama da Federação Internacional de Natação (FINA) em 1988, quando foi homenageada com o Top Ten da entidade máxima do esporte por ser um dos dez melhores nadadores master do mundo.
No campeonato mundial da categoria 85-90 anos, realizado em agosto de 2000, ela voltou de Munique com cinco medalhas de ouro: foi a campeã dos 100 metros peito, 200 metros livre, 200 metros costas, 200 metros medley e 400 metros livre. Nesse torneio, Lenk, ganhou o apelido de Mark Spitz da terceira idade, uma referência às sete medalhas de ouro que o nadador norte-americano ganhou nos Jogos Olímpicos de Verão de 1972 em Munique.
Em 2003, após três anos de pesquisas, lançou o livro Longevidade e Esporte, onde mostrou os benefícios trazidos pela prática de esportes. Até os últimos dias de vida nadava cerca de 1 500 metros por dia.

Maria Lenk é recebida pelo Presidente Getúlio Vargas. Arquivo Nacional.

## Homenagens
Maria Lenk ingressou no International Swimming Hall of Fame, no ano de 1988. Foi a primeira brasileira a ser incluída no Hall.
Em 13 de janeiro de 2007, a Prefeitura Municipal do Rio de Janeiro por meio do então prefeito Cesar Maia (DEM), publicou decreto do executivo municipal dando o nome de Maria Lenk para o Parque Aquático do Jogos Pan-Americanos de 2007.
No ano de 2015, entrou para a lista "10 Grandes Mulheres que Marcaram a História do Rio".
No dia 20 de julho de 2022, por meio de decreto do então presidente Jair Bolsonaro (PL), foi declarada Patrona da Natação Brasileira através da Lei Nº 14 418/2022.

## Vida pessoal
Era filha de imigrantes alemães, Paul e Rosa Lenk, que vieram para o Brasil em 1912, e irmã da também nadadora Sieglinde Zigler, e de Ernesto Lenk, que se especializou no basquete. Era viúva e mãe de um casal de filhos: Gilbert e Marlen.
Apesar dos feitos, Maria Lenk foi uma personagem contraditória; ao mesmo tempo que muitos a viam como uma pioneira, outros tinham muitas restrições, pois Lenk possuía uma personalidade muito forte e foi uma professora de atitude muito séria e rígida diante dos alunos e colegas de trabalho.

### Morte
Maria Lenk morreu aos noventa e dois anos de idade, em consequência de parada cardiorrespiratória, em meio ao seu treino nas dependências do clube social do Flamengo. Foi encaminhada para o hospital Copa D'Or, em Copacabana, mas não resistiu.
Em 2022, o acervo de Maria Lenk foi doado para o Arquivo Nacional (AN) no Rio de Janeiro, por Francisco da Costa e Silva Júnior, sobrinho da atleta.